# Brasil Hot 100 Airplay
De Brasil Hot 100 Airplay is de officiële hitlijst van Brazilië, die gepubliceerd wordt door Billboard. De lijst omvat statistieken van verkoopcijfers van singles die populair zijn in het land. De gegevens zijn gebaseerd op verkoopcijfers, die samengesteld zijn door Crowley Broadcast Analysis.
De lijst werd opgericht in oktober 2009.

## Mijlpalen

### Brasil Hot 100 Airplay

#### Aantal weken op nummer 1
- "I Want to Know What Love Is" - Mariah Carey (27 weken)
- "Amar Não é Pecado" - Luan Santana (12 weken)
- "Talking to the Moon" - Bruno Mars (9 weken)
- "Química do Amor" - Luan Santana featuring Ivete Sangalo (8 weken)
- "Halo" - Beyoncé (8 weken)
- "Adrenalina" - Luan Santana (7 weken)
- "Ai Se Eu Te Pego" - Michel Teló (6 weken)
- "Um Beijo" - Luan Santana (5 weken)
- "We Found Love" - Rihanna featuring Calvin Harris (5 weken)
- "Someone Like You" - Adele (5 weken)

### Meeste nummer 1-hits
- Luan Santana (6)

#### Aantal opeenvolgende nummer 1-hits
- Luan Santana (4)

#### Aantal cumulatieve weken op nummer 1
37  – Luan Santana
27  – Mariah Carey